# Bavayia septuiclavis
Espèce
Statut de conservation UICN

 NT  : Quasi menacé
Bavayia septuiclavis est une espèce de gecko de la famille des Diplodactylidae.

## Répartition
Cette espèce est endémique de Nouvelle-Calédonie.

## Description
C'est un gecko arboricole, nocturne et insectivore.

## Publication originale
- Sadlier, 1989 : Bavayia validiclavis and Bavayia septuiclavis, two new species of gekkonid lizard from New Caledonia. Records of the Australian Museum, vol. 40, n. 6, p. 365-370 (texte intégral).